# Euidelloides montanus
Euidelloides montanus är en insektsart som beskrevs av Frederick Arthur Godfrey Muir 1926. Euidelloides montanus ingår i släktet Euidelloides och familjen sporrstritar. Inga underarter finns listade i Catalogue of Life.